# 著保内野遺跡
座標: 北緯41度53分52.3秒 東経140度59分40.9秒 / 北緯41.897861度 東経140.994694度

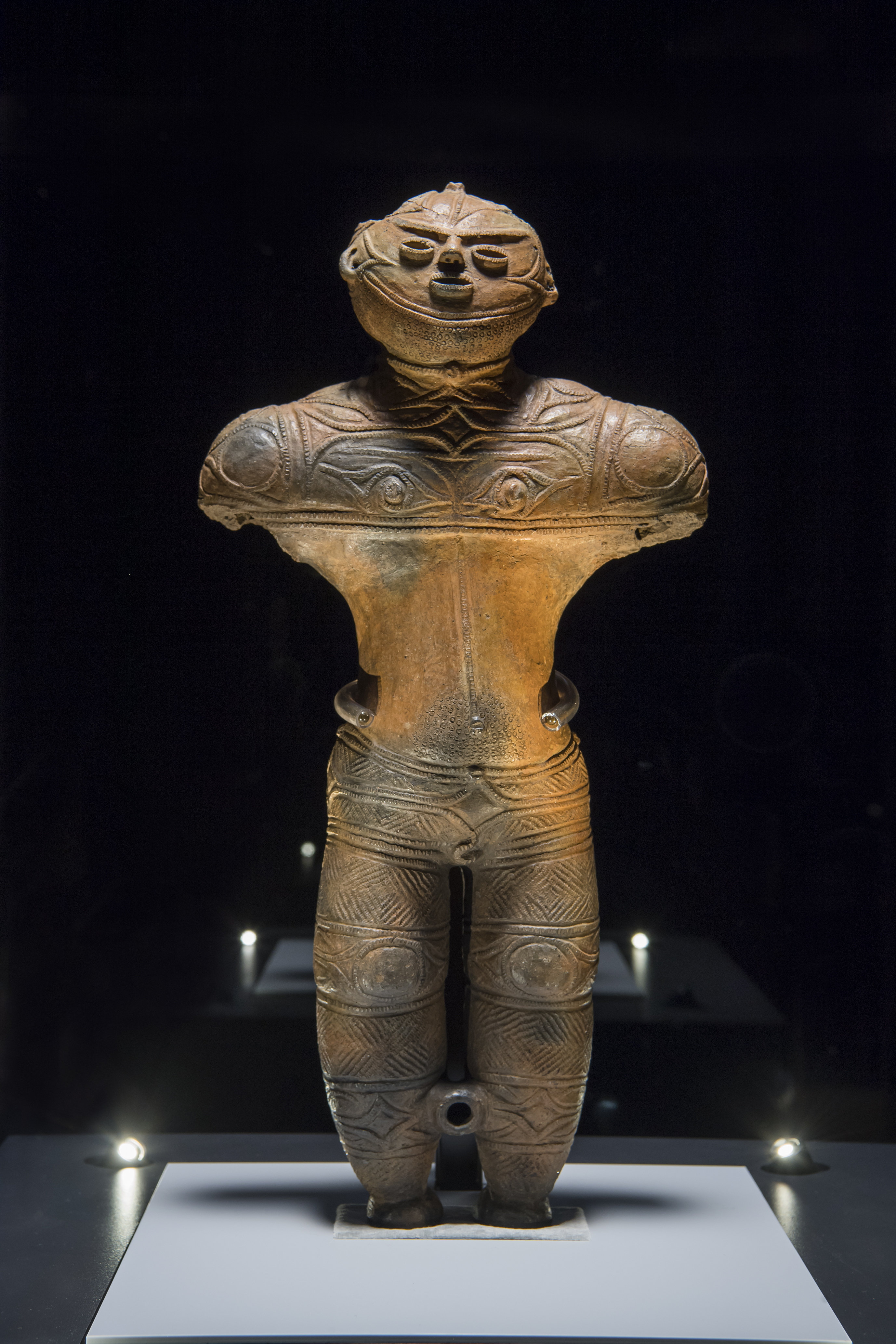
出土した中空土偶「茅空」（2021年11月、函館市縄文文化交流センター蔵）

著保内野遺跡（ちょぼないのいせき）は、北海道函館市尾札部町（旧茅部郡南茅部町）に所在する縄文時代後期後半（約3200～3500年前）頃の集団墓の遺跡である。出土遺物の中空土偶は2007年（平成19年）に北海道初の国宝に指定されている。

## 概要
渡島半島の内浦湾沿いに面した南茅部周辺に形成された低位海岸段丘上に位置している。複数の集団墓が存在し、土偶の発見された墓とは別に、他の墓からはヒスイ製の勾玉と赤漆が塗られた櫛の一部などが出土している。縄文時代の精神文化、信仰や祭祀の実態を明らかにする上で欠くことのできない重要な遺跡である。
著保内野遺跡の発見は、1975年（昭和50年）に地元の主婦が農作業中に土偶を発見したことを契機とする。南茅部町教育委員会（当時）が緊急発掘調査を行なったところ、出土地周辺は縄文時代後期の墳墓群の可能性があることが判明し、著保内野遺跡の名で周知の埋蔵文化財包蔵地となった。しかし当時の発掘調査は調査面積や期間が限られており、その範囲にも限界があり遺跡の調査としては決して十分なものではなく、再調査を実施することが課題となっていた。
土偶が国宝に指定される直前に、出土した遺構の再調査と座標値を基準とする出土位置の記録などを目的とした再調査を2006年（平成18年）に実施した。この調査により、遺跡の一帯から勾玉や漆片などが発見されたため、改めてこの遺跡が縄文時代後期（約3200年前）の集団墓であり、土偶はその一角に埋納されていたことが確認された。
土偶の特徴としては、国内最大級の大きさであること、薄く精巧なつくりで写実的であること、文様構成に優れていることなどが挙げられる。縄文時代後期の土偶造形の到達点を示すものとして極めて貴重であることから、1979年（昭和54年）に重要文化財に指定され、その後2007年（平成19年）に北海道初の国宝に指定された。出土した南茅部の「茅」と、中空土偶の「空」をとって「茅空（かっくう）」という愛称がつけられている。
著保内野遺跡は私有地にあり、埋め戻されて今ではその所在地はわかりにくいが、掘り出された遺物は、函館市縄文文化交流センターに保存、展示されている。

## 環状配石
環状配石遺構と土坑墓群が確認されたことから、縄文時代後期後半において集団墓域として利用された場であることが判明した。環状配石遺構については、直径6メートルと小規模ながら2重の輪になっており、その周囲を土坑墓が取り囲んでいる様子も推測されている。

## 沿革
- 1975年（昭和50年）発掘調査対象面積 12平方メートル
- 2006年（平成18年）発掘調査対象面積 400平方メートル